# Ронченьо-Терме
Ронченьо-Терме (итал. Roncegno Terme) — коммуна в Италии, располагается в провинции Тренто области Трентино-Альто-Адидже.
Население составляет 2732 человека (2008 г.), плотность населения составляет 71 чел./км². Занимает площадь 38 км². Почтовый индекс — 38050. Телефонный код — 0461.
Покровителями коммуны почитаются святые апостолы Пётр и Павел, день их памяти ежегодно отмечается 29 июня.

## Демография
Название жителей коммуны — ронченьези.
Динамика населения:

## Администрация коммуны
- Официальный сайт: http://www.comune.roncegnoterme.tn.it/